# Vụ tấn công cơ quan ngoại giao Hoa Kỳ 2012
Các cuộc tấn công vào các phái đoàn ngoại giao Hoa Kỳ vào ngày 11/9/2012 được cho là phản ứng lại một đoạn video giới thiệu trên YouTube với nhan đề "Sự ngây thơ của người Hồi giáo" (Innocence of Muslims) bị cho là báng bổ Hồi giáo. Các cuộc tấn công bắt đầu ở Cairo, Ai Cập và Venghazi ở Libya rồi nhanh chóng lan ra khắp thế giới Hồi giáo. Tại Benghazi, súng phóng rocket và vũ khí hạng nhẹ đã bắn vào lãnh sự quán Hoa Kỳ và làm bùng lên một ngọn lửa giết chết Đại sứ Hoa Kỳ ở Libya Christopher Stevens, Vụ trưởng quản lý thông tin đối ngoại Sean Smith American private security employee Glen Doherty, cán bộ an ninh Hoa Kỳ Glen Doherty, Tyrone Woods, cũng như các cán bộ Hoa Kỳ khác và 10 cảnh sát Libya, và làm hai người khác bị thương. Trong các báo cáo sau đó, các quan chức nói rằng cuộc tấn công Benghazi dường như là "phức tạp" và thực hiện một cách chuyên nghiệp. Các quan chức Hoa Kỳ, phát biểu nhưng không cho biết danh tính, cho rằng cuộc tấn công Benghazi đã được lên kế hoạch trước, và phải bị thúc đẩy bởi bộ phim trên YouTube.
Trong phát ngôn ngày 15 tháng 9 năm 2012, tổ chức Al-Qaeda ở bán đảo Ả Rập (AQAP) đã kêu gọi cộng đồng người Hồi giáo tiếp tục các cuộc biểu tình bạo lực chống Mỹ để phản ứng lại cuốn phim nói xấu đạo Hồi nói trên.
AQAP đồng thời chính thức thừa nhận trách nhiệm về vụ tấn công vào lãnh sự Mỹ ở Benghazi (Libya) để trả thù cho vụ không kích bằng máy bay không người lái giết chết Libyan Abu Yahya al-Libi, một lãnh đạo al-Qaeda.
Ngoại trưởng Hoa Kỳ cho rằng Chính phủ Mỹ không thể cấm đoán việc phát hành phim này vì Hiến pháp Hoa Kỳ quy định công dân Hoa Kỳ được tự do bày tỏ quan điểm.

## Nguyên nhân
Nguyên nhân dẫn đến cuộc tấn công được cho là vì một số người Công giáo Coptic Ai Cập đang sinh sống tại Mỹ đã sản xuất và dự kiến phát sóng một bộ phim dài 13 phút mang tên "Phiên tòa xét xử Mohamed" nhân kỷ niệm 11 năm cuộc tấn công khủng bố ngày 11 tháng 9 tại Hoa Kỳ.
Ngay lập tức, bộ phim này đã gây ra làn sóng phản đối mạnh mẽ trong cộng đồng Hồi giáo tại Ai Cập. Đảng Salafist Nour, đóng vai trò hàng đầu trong cuộc biểu tình ở Ai Cập, đã gửi yêu cầu đến Đại sứ quán Mỹ đòi chính phủ Mỹ cấm phát sóng bộ phim và có lời xin lỗi chính thức. Liên đoàn Arập cũng lên án bộ phim và cho biết các cộng đồng Hồi giáo và Thiên chúa giáo trong toàn thế giới Arập đều phản đối bộ phim này. Giáo hội Chính thống giáo Coptic và Giáo hội Tin lành Ai Cập cũng lên án bộ phim và cho rằng bộ phim không đại diện cho cộng đồng Công giáo Ai Cập.

## Love Our Prophet Day
Love Our Prophet Day là một ngày lễ được quan sát ở Pakistan để phản đối Sự ngây thơ của người Hồi giáo và để thể hiện tình đoàn kết với nhà tiên tri Hồi giáo Muhammad. Cả hai cuộc biểu tình ôn hòa và bạo loạn đã xảy ra.

### Bối cảnh
Sự ngây thơ của người Hồi giáo, là một bộ phim. Quan chức cảnh sát Hồi giáo Mohammed Iqbal đã báo cáo hơn 1.000 người phản đối video tại thủ đô của Pakistan, hầu hết là sinh viên. Các cuộc biểu tình đã ra khỏi tầm tay và dẫn đến việc sử dụng hơi cay và dùi cui để điều hướng đám đông ra khỏi các tòa nhà chính phủ và đại sứ quán. Quân đội Pakistan đã được gửi đến để bảo vệ các đại sứ quán nước ngoài vào thứ Năm ngày 20 tháng 9 khi đám đông đụng độ với cảnh sát.

### Quan sát và dòng thời gian
Chính phủ Pakistan là chính phủ duy nhất tuyên bố một kỳ nghỉ để thể hiện tình yêu dành cho nhà tiên tri Muhammad và phản đối bộ phim. Nó được quan sát như một ngày lễ. Tất cả các lớp tham gia vào nó. Bộ phim chống Hồi giáo là chủ đề của tất cả các phương tiện truyền thông của Pakistan. Các chương trình đặc biệt đã được trình bày.

### Bạo loạn, hỗn loạn và thiệt hại
Các cuộc biểu tình biến thành bạo lực. Vào ngày 14 tháng 9, lực lượng an ninh đã đụng độ với những người biểu tình tức giận bên ngoài đại sứ quán Hoa Kỳ ở Islamabad về bộ phim chống Hồi giáo. Người biểu tình kêu gọi xử tử nhà làm phim và kêu gọi Islamabad đóng cửa Đại sứ quán Mỹ và trục xuất các nhà ngoại giao của họ. Tại thành phố phía đông của thành phố Lahore, những người biểu tình đã đốt cờ Mỹ bên ngoài lãnh sự quán Hoa Kỳ và hô khẩu hiệu chống lại Hoa Kỳ và Israel.
Vào ngày 16 tháng 9, Voice of America News đưa tin rằng cảnh sát đã bắn hơi cay và súng nước vào hàng trăm người biểu tình khi họ tiếp cận lãnh sự quán được bảo vệ nghiêm ngặt ở thành phố phía nam của thành phố Karachi.
Vào ngày 20 tháng 9, CNN đã báo cáo rằng các cuộc biểu tình vẫn tiếp diễn ở Karachi, theo một quan chức cảnh sát, nhiều trẻ nhỏ đã lặp lại các khẩu hiệu chống Mỹ trong một cuộc biểu tình. Những đứa trẻ, trong độ tuổi từ 6 đến 8 và được dẫn dắt bởi ít nhất bốn giáo viên, đã trình diễn từ Câu lạc bộ Báo chí Hà Nội. Tại Islamabad, cảnh sát đã sử dụng hơi cay và bắn những phát súng cảnh cáo lên không trung để giải tán đám đông. Cảnh sát trưởng Islamabad Bin Yamin cho biết tám cảnh sát bị thương.
Vào ngày 21 tháng 9, một ngày lễ công cộng đã được tổ chức tại Pakistan khi các cuộc biểu tình dưới biểu ngữ "Yêu nhà tiên tri của chúng tôi" đã được tổ chức trên khắp đất nước. Tin tức Al Jazeera báo cáo rằng ít nhất 17 người đã thiệt mạng trong ngày. Tại Hà Nội, một đám đông gồm 15.000 người đã hành hạ "sáu rạp chiếu phim, hai ngân hàng, một KFC và 5 xe cảnh sát" trong khi một số bắn vào cảnh sát, giết chết hai sĩ quan cảnh sát. Nó đã được báo cáo thêm rằng 10 trong số những người biểu tình đã bị bắn chết sau đó. Trong khi đó ở Peshawar, bốn người biểu tình và một cảnh sát đã bị giết.
Ghulam Ahmed Bilour, một bộ trưởng nội các Pakistan đã tuyên bố tiền thưởng 100.000 đô la vì đã giết Nakoula Basseley Nakoula. Chính phủ Pakistan đã tìm cách tránh xa giải thưởng này. Một số nghị sĩ Anh đã kêu gọi lệnh cấm các chuyến thăm của Bilour tới Anh.

## Phản ứng quốc tế
Hoa Kỳ và nhiều quốc gia khác đã lên án các vụ tấn công nhằm vào cơ sở ngoại giao của Mỹ, Tổng thống Hoa Kỳ Obama gọi vụ tấn công Lãnh sự quán Mỹ ở Benghazi là một hành động "tàn bạo". Tổng thống Pháp François Hollande, Thủ tướng Italia Mario Monti, Tổng Thư ký NATO Anders Fogh Rasmussen, Bộ trưởng Quốc phòng Anh Philip Hammond cũng kịch liệt lên án vụ tấn công trên, đồng thời yêu cầu chính phủ Libya nhanh chóng đưa thủ phạm ra trừng trị trước pháp luật.
Ngày 12 tháng 9 năm 2012, Chủ tịch Quốc hội Libya Mohamed al-Megaryef đã lên tiếng xin lỗi chính phủ và người dân Mỹ cũng như toàn thế giới về vụ việc trên, cam kết sẽ sớm đưa thủ phạm ra trước pháp luật, đồng thời cho biết các cơ sở nước ngoài ở Libya đang được lực lượng an ninh nước này bảo vệ. Bộ Ngoại giao Ai Cập cũng khẳng định sẽ thực thi tất cả các biện pháp cần thiết để bảo đảm an ninh cho tất cả các phái đoàn ngoại giao.
 Liên Hợp Quốc - Hội đồng Bảo an Liên hiệp quốc đã lên án các vụ tấn công nhằm vào phái bộ ngoại giao Mỹ và một số nước phương Tây tại khu vực Trung Đông và Bắc Phi và bày tỏ sự quan ngại sâu sắc trước những vụ tấn công này. Hội đồng kêu gọi các nhà ngoại giao thúc đẩy hơn nữa sự hiểu biết lẫn nhau giữa các quốc gia và các nền văn hóa.
 Liên minh châu Âu - Liên minh châu Âu phản đối các vụ tấn công nhằm vào Đại sứ quán Đức và Anh ở Sudan. Các quan chức Liên minh châu Âu bày tỏ hy vọng rằng mọi vấn đề sẽ được giải quyết một cách hòa bình, trên cơ sở tôn trọng lẫn nhau, đồng thời thúc giục giới lãnh đạo tại các nước Ảrập và cộng đồng người Hồi giáo thông qua việc thúc đẩy đối thoại và lòng khoan dung để kiềm chế bạo lực.
 Nga – Ngoại trưởng Nga Sergei Lavrov đã gửi một điện tín đến Ngoại trưởng Mỹ Hillary Clinton, cho rằng ông "bị sốc bởi những cái chết thảm" của ngài đại sứ và các nhân viên ngoại giao khác, và nhờ bà ngoại trưởng chuyển lời chia buồn đến các gia đình nạn nhân.
 Chính phủ Việt Nam lên án mạnh mẽ các cuộc tấn công và gửi lời chia buồn đến các gia đình nạn nhân